# Sofiatou Schanou
Sofiatou Schanou plus connue à l'état civil Sofiatou Schanou Arouna Modjisola est une femme politique béninoise  et plusieurs fois députée à l'assemblée nationale du Bénin.

## Biographie
Sofiatou Schanou est une femme politique béninoise,. Lors des élections législatives béninoises d'avril 2019, elle est élue députée de la dix-neuvième circonscription électorale sur la liste du parti politique béninois BR (Bloc Républicain), parti de la mouvance présidentielle. Elle occupe à l'Assemblée nationale du Bénin le poste de première secrétaire parlementaire.